# دودیسم

لوگوی دودیسم

دودیسم (به انگلیسی: Dudeism) فلسفه و سبک زندگی برگرفته از دود، شخصیت اصلی فیلم لبوفسکی بزرگ، ساختهٔ برادران کوئن است. ششم مارس، «روز دود» به عنوان روز مقدس این مکتب شناخته می‌شود.

## ماهیت
دودیسم آمیزه‌ای از سنت قدیمی تائوئیسم و فلسفهٔ لذت‌گرایی اپیکور در قالبی امروزی است که شمایل «دود» نمایندهٔ تمام و کمال آن است.